# Cochisekulturen
Cochise-kulturen var en arkaisk kultur i den sydvästra USA omkring Arizona. Cochise-kulturen började tidigt före 7000 f.Kr och varade till omkring 100 f.Kr. Kulturen är döpt efter   Lake Cochise, en gammal sjö som nu finns i Willcox Playa i Cochise County i Arizona, där de första fynden av kulturen gjordes. Det var den längst i söder belägna arkeologiska traditionen av fyra arkaiska kulturer i dagens sydvästra USA. Arkeologiska fynd gjorda i Arizona som är 7.000 år gamla visar att de människorna då levde bland annat av att samla in vilda sädesslag och de malde sedan kornen med runda stenar. För 3.000 år sedan gjorde majsen, Amerikas viktigaste kulturväxt, sitt inträde i sydvästra USA. 
Cochisekulturen omspänner tre distinkta faser: Sulpher Springs, Chiricahua och San Pedro. Dess tidigaste fas är känd som Sulphur Spring  medan dess två senare faser, Chiricahua och San Pedro, är mycket mer kända. Cochisekulturen verkar vara en del av ursprunget till de förhistoriska Mogollonkulturen och Hohokamkulturen. Cochise var en del av begreppet Picosakulturen, som skapades av Cynthia Irwin-Williams på 1960-talet. Det beskriver den arkaiska livsstilen hos människor från tre olika områden med liknande artefakter och livsstilar. De tre områdena var Pinto Basin (PI), Cochisekulturen (CO) och San Jose (SA), som alltså tillsammans kallas PICOSA.
Allteftersom kulturen fortsatte att utvecklas tekniskt ledde

## Sulphur Spring-fasen
Sulphur Spring fasens människor bedrev storviltsjakt för sitt uppehälle. Megafaunan levde kvar i sydväst och byten i form av mammutar, hästar och kameler var de primära bytesdjuren. Projektilspetsar som hittats på slaktplatser, tillsammans med knivar, skrapor är underlaget för denna tolkning av kulturen. Människorna var rörliga jägare och samlare och hade inte fast boplatser. Denna fas tar slut omkring 6000 f.Kr.

## Chiricahua-fasen
Chiricahua Cochise-verktyg inkluderar en mängd olika projektilspetsar och många fröbearbetningsartefakter. Fasen har daterats till mellan cirka 3500 och 1500 f.Kr., men dess början kan vara mycket tidigare. Dess kronologi har formulerats på grundval av bosättningar i Ventana-grottan (nära Sells, Arizona) och från andra platser i Arizona och västra New Mexico. Fynd av lagringsgropar och artefakter som tunga kvarnstenar har fått arkeologer att anta att jordbruk hade blivit en viktig faktor för denna kulturs livsuppehälle. 

## San Pedro-fasen
Den följande fasen San Pedro kännetecknas av stora projektilspetsar med hörn- eller sidoskåror och raka eller konvexa baser. C14-dateringar har visat att San Pedro blomstrade från omkring 1500 till 200 f.Kr. Detta var slutet på den arkaiska tiden och befolkningen i sydvästra USA  växte i antal. Olika grupper utnyttjade fler miljözoner. Och bosättningar blir ibland större och mer permanenta. Vissa boplatser under San Pedro innehåller ovala grophus, ofta nedgrävda cirka en halv meter under marknivån. Bostäder  krävde mer arbetstid för att byggas, vilket också tyder på fastare och längre bosättning på platsen. San Pedro-samhällena odlade troligen majs och andra grödor. San Pedro-fasen av Cochise-kulturen utvecklades troligen till den moderna Mogollonkulturen.